# Padrinàs
Padrinàs – miejscowość w Hiszpanii, w Katalonii, w prowincji Lleida, w comarce Alt Urgell, w gminie La Vansa i Fórnols.
Według danych INE w 2020 roku liczyła 7 mieszkańców – 4 mężczyzn i 3 kobiety. 